# Општина Вакулешти (Ботошани)
Вакулешти (рум. Văculeşti) општина је у Румунији у округу Ботошани.
Oпштина се налази на надморској висини од 291 m.